# Semaeopus atridiscata
Semaeopus atridiscata är en fjärilsart som beskrevs av W. Warren 1904. Semaeopus atridiscata ingår i släktet Semaeopus och familjen mätare. Inga underarter finns listade i Catalogue of Life.